# 495号州际公路 (缅因州)
495号州际公路（Interstate 495，简称I-495），是一条美国的州际公路，位于缅因州波特兰以北，链接95号州际公路、295号州际公路以及1号美国国道，同时也是美国州际公路系统的一部分，是一段收费公路，当前统一收费0.6美元。
该条公路长度十分有限，只有3.7英里（约为5.95公里），因此当2002年缅因州交通部门重新规划州内的高速公路时，并未计划赋予其编号，但是美国公路和运输官员协会（AASHTO）仍然坚持为该路段进行编号，最终确定号码为495。为了避免混淆，缅因州的交通管理部门在该条州际公路上没有做任何与州际公路相关的标识，只表示其与另外3条主要公路相连。然而2004年1月5日至10日，缅因州正式在该条公路旁加以“495号州际公路”的标识，同时为了告知公众，一块永久性的告示牌也出现在缅因州与新罕布什尔州的州界上，相关地图也对此进行了修改。